# Bonifatius IX
Bonifatius IX, född Pietro Tomacelli 1350 i Neapel, Italien, död 1 oktober 1404 i Rom, var påve från 2 november 1389 till sin död. Han kanoniserade den heliga Birgitta 1391.

## Biografi
Pietro Tomacelli tillhörde en uradlig släkt från Neapel, men familjen var fattig. Han utsågs till kardinaldiakon av San Giorgio in Velabro 1381 och till kardinalpräst av Sant'Anastasia 1385. När han valdes till påve den 2 november 1389 saknade han teologisk skolning och erfarenhet från kurian, men var beundrad för sin fasta karaktär och milda framtoning.
Bonifatius IX satte som sin huvuduppgift att återställa påvedömets makt i Rom och Kyrkostaten. Två gånger fördriven från Rom, lyckades han till slut till förmån för kurians maktställning avskaffa stadens gamla republikanska friheter. Han lyckades även återställa påvedömets gamla anseende i länderna som lydde under honom (tysk-romerska riket, England, Ungern, Polen, och större delen av Italien), och genom hans anslutning till Ladislaus av Durazzo bands Neapel vid den romerske påvens lydnad.
Bonifatius IX hoppades med den världsliga maktens bistånd kunna göra slut på schismen och satte först sina förhoppningar till den tysk-romerske kungen Wencel IV, men sökte sedan genom beskickningar vinna kungarna av Frankrike och Kastilien. När motpåven Clemens VII avled 1394, verkade det finnas en utsikt att bilägga schismen, med den utsikten försvann genom valet av en ny motpåve, Benedictus XIII; därigenom uppgav Bonifatius IX sannolikt varje allvarlig förhoppning att få se stridens slut.
Hans italienska politik krävde ofantliga penningsummor. Dietrich av Niem uppger att han schackrande med ämbeten samt företog indulgenser och dispensationer och sysslade utpressningar i övrigt. De flesta katoliker håller dessa uppgifter för vinklade och orättvisa. Catholic encyclopedia vidhåller i stället att Bonifatius inte sökte något för egen vinning, och att han dog fattig. Den nepotism han har kritiserats för, har ursäktats med de halft anarkistiska förhållandena han verkade under, och med att regeringar på den tiden var beroende av sådant personligt stöd, vilket också kostade belöningar till de lojala.
| Påvar under den stora schismen |
| ------------------------------ |
|                                |